# Miliyah Katō
 (août 2016).
Si vous disposez d'ouvrages ou d'articles de référence ou si vous connaissez des sites web de qualité traitant du thème abordé ici, merci de compléter l'article en donnant les références utiles à sa vérifiabilité et en les liant à la section « Notes et références ».
Miliyah Katō (加藤ミリヤ, Katō Miriya) est une chanteuse japonaise de pop/urban. Elle commence sa carrière solo en 2004 avec son single Never let go / Yozora. Son premier album, Rose obtient un gros succès et arrive no 2 à l'Oricon et reste dans le top 100 des albums de l'année. Elle est sous contrat avec Mastersix Foundation, du label Sony Music Entertainment. 

## Biographie

### Ses débuts
Katō commence à écrire et composer à l'âge de 14 ans. Elle a fait ses débuts sur la scène de musique avec la chanson, Cherry, Oh Baby. La chanson est sortie sur l'album Reggae Disco Rockers. En 2004, elle réapparait en featuring avec l'artiste Dozhi-T sur le single Shouri no Megami.
En septembre 2004, elle fait ses débuts en solo avec le single Never let go / Yozora. Le single marche bien et arrive à la 15e place de l'Oricon. Deux mois plus tard, elle sort son 2e single, Beautiful. La chanson principale a été utilisée comme campagne publicitaire pour Pure White Gum de Lotte.
En mars 2005, elle revient avec son 3e single, Dear Lonely Girl. Ce single devient l'un de ses plus grands hits. Peu après, elle a sorti une ligne limitée de vêtements, appelée Miliyahhood, qui était seulement disponible dans le magasin de Marui JAM à Shibuya. L'amour de Katō pour la mode et aussi fort que son amour pour la musique, et elle espère sortir plus de vêtements encore. Son single suivant, Jounetsu, est sorti en septembre.
Quelques mois sont passés avant la sortie de son premier album, Rose, qui est sorti le 26 octobre 2005, et arrive no 2 à l'Oricon. Il devient le 79e album de l'année. Le 29 novembre, Kato commence son premier concert pour promouvoir son album.

### Diamond Princess à Tokyo Star
Seulement 4 mois après la sortie de son premier album, Katō recommence à sortir des singles, en commençant par Sotsugyou, un single plus mature que les précédents.
Après 5 mois de silence, arrive un nouveau single, Last Summer, en juin. Le single arrive à la 17e place. En février, sort Eyes on you, qui arrive 24e à l'Oricon, suivit d'un nouvel album, Diamond Princess, qui arrive no 5 à l'Oricon.
Elle enchaîne ensuite les sorties, et sort son 3e album Tokyo Star, qui arrive à la 4e à l'Oricon.

### Best Destiny à HEAVEN
Après Tokyo Star, elle sort son premier Best-of, Best Destiny qui est une réussite et lui offre son premier album no 1 à l'Oricon, avec un total de 222 401 exemplaires vendus.
Le 24 septembre 2008, Katō sort un nouveau single Sayonara Baby / Koishiteru, qui arrive 9e à l'Oricon, suivi de 20-CRY-, qui arrive 7e. En mai, elle sort un nouveau single, Love Forever, en collaboration avec Shimizu Shōta. Au mois de juillet, elle sort son 4e album Ring, qui arrive en 2e place à l'Oricon, comme son premier album.
Après la sortie de 4 nouveaux singles qui tournent autour de la 10e place, sauf Forever Love avec Shimizu Shōta, qui arrive en 4e place. Le 28 juillet 2010, arrive son 5e album, Heaven, qui est son premier album studio qui arrive à la première place de l'Oricon.
L'année 2011 est également bonne pour la chanteuse, car sa nouvelle compilation M Best se classe 1re à l'Oricon et atteint un total de 301 502 exemplaires vendus. Le 2 novembre 2011, sa tournée sort en DVD et Blu-ray sous le nom "Eternal Heaven" Tour 2010-2011. Le 14 décembre 2011, elle sort un nouveau single intitulé Roman.

## Discographie

### Albums
1. Rose (26 octobre 2005)
2. Diamond Princess (7 mars 2007)
3. Tokyo Star (2 avril 2008)
4. Ring (8 juillet 2009)
5. Heaven (28 juillet 2010)
6. True Lovers (21 novembre 2012)
7. Loveland (19 février 2014)

Mini Album
1. M's X'Mas EP (17 décembre 2014) (Album Digital)

### Compilations
1. Best Destiny (5 novembre 2008)
2. M Best (3 août 2011)
3. Muse (29 octobre 2014)

Compilation split
1. The Best (2 avril 2014) (Miliyah Katō x Shimizu Shota)

Album remix
1. Kato Miliyah M-Mix ~Mastermix Vol.1 (29 juillet 2015)

### Singles
1. Never let go / Yozora (夜空) (8 septembre 2004)
2. Beautiful (17 novembre 2004)
3. Dear Lonely Girl (ディア・ロンリーガール) (24 mars 2005)
4. Jounetsu (ジョウネツ) (21 septembre 2005)
5. Sotsugyō (ソツギョウ) (1er février 2006)
6. Last Summer (19 juillet 2006)
7. I Will (27 septembre 2006)
8. Eyes on you (7 février 2007)
9. My Girl feat. COLOR (30 mai 2007)
10. Love is... (20 juin 2007)
11. Lalala / Futurechecka (17 octobre 2007)
12. 19 Memories (21 février 2008)
13. Sayonara Baby / Koishiteru (SAYONARAベイベー／恋シテル) (24 septembre 2008)
14. 20: Cry (28 janvier 2009)
15. Love Forever (Kato Miliyah x Shimizu Shota) (13 mai 2009)
16. Why (18 novembre 2009)
17. Bye Bye (24 mars 2010)
18. Last Love (9 juin 2010)
19. Yuushatachi (勇者たち) (16 mars 2011)
20. Desire / Baby!Baby!Baby! (22 juin 2011)
21. Believe (Kato Miliyah x Shimizu Shota) (13 juillet 2011)
22. Roman (14 décembre 2011)
23. Aiaiai (6 juin 2012)
24. Heart Beat (8 août 2012)
25. Lovers part II feat. Wakadanna (17 octobre 2012)
26. Love Story (Miliyah Katō x Shimizu Shota) (3 avril 2013)
27. Emotion (26 juin 2013)
28. Lonely Hearts (2 octobre 2013)
29. Love / Affection (22 janvier 2014)
  1. Fighter / Gift (4 juin 2014) (Mika Nakashima x Miliyah Katō)
30. You... feat. Nakasone Izumi (HY) (3 septembre 2014)
31. Shounen Shoujo (少年少女) (14 janvier 2015)
32. Piece of Cake -Ai wo Sakebou- (ピース オブ ケイク―愛を叫ぼう―) (2 septembre 2015)

Singles Digitals
1. Only holy (10 décembre 2010)
2. Konya wa Boogie Back feat. Shimizu Shota & SHUN (今夜はブギー・バック) (24 octobre 2012)
3. Heart Beat (English Version) (14 novembre 2012)
4. Love/Affection (8 mars 2013)
5. Love Story (Miliyah Katō x Shimizu Shota) (3 avril 2013)
6. Emotion (12 juin 2013)
7. Run Free (AI+Miliyah Katō+VERBAL) (20 novembre 2013)
8. One Night Only (5 février 2014)
9. Unique (12 février 2014)
10. Sakura Melody (Miliyah Katō x Shimizu Shota) (19 mars 2014)
11. You… (feat. Nakasone Izumi (HY)) (3 septembre 2014)
12. I’ll be there with you feat. AI & Aoyama Thelma (15 octobre 2014)

### Collaborations
1. Super Star Heartsdales (2 mars 2005)
2. We Love Dance Classics Vol.1 (24 mars 2005)
3. VIVID KM-MARKIT (20 avril 2005)
4. Heart Attack! 2 The Remixes & Video Clips Heartsdales (29 juin 2005)
5. BEAT SPACE NINE M-Flo (24 août 2005)
6. DOPE SPACE NINE M-Flo (2 novembre 2005)
7. Better Days Dohzi-T (15 février 2006)
8. WARABEST ~The Best of Dohzi-T~ Dohzi-T (22 mars 2006)
9. TWIG TWIGY (10 mai 2006)
10. The Legend Heartsdales (12 juillet 2006)
11. m-flo Inside -Works Best II- M-Flo (26 juillet 2006)
12. MARK OUT KM-MARKIT (6 décembre 2006)
13. The Legend Final Live Heartsdales (20 décembre 2006)
14. My People Zeebra (18 juillet 2007)
15. Tribute to Celine Dion (セリーヌ・ディオン・トリビュート) (26 septembre 2007)
16. Forever Love (Shimizu Shota x Kato Miliyah) (3 février 2010)
17. Stronger feat. Kato Miliyah AI (27 octobre 2010)